# Renato Augusto
Renato Soares de Oliveira Augusto, meglio noto come Renato Augusto (Rio de Janeiro, 9 febbraio 1988), è un calciatore brasiliano, centrocampista svincolato.

## Caratteristiche tecniche
È un centrocampista che può giocare anche in posizione più avanzata come seconda punta, è molto preparato dal punto di vista tecnico e altetico. Dotato di un buon tocco di palla, infatti vanta un'ottima tecnica di dribbling, il suo piede forte è il destro, è capace di inquadrare la porta calciado pure dalla lunga distanza, possiede un tiro potente e preciso, inoltre è anche un buon regista, è abile nel proporre il gioco essendo un buon passatore, sapendo pure eseguire bene i cross. Calcia bene anche dal dischetto, cavandosela egregiamente con i calci di rigore.

## Carriera

### Club

#### Flamengo e Bayer Leverkusen
Renato Augusto ha cominciato la sua carriera con il Flamengo, periodo un cui vince per due volte il campionato brasiliano, le edizioni 2007 e 2008. È passato al Bayer Leverkusen per 5 milioni di euro. Con le aspirine segna il suo primo gol nella Bundesliga battendo per 3-2 il Bochum, realizza una rete anche contro lo Schalke 04 prevalendo per 2-1. Nella Coppa di Germania segna due reti, prima sconfiggendo per 3-2 il RW Oberhausen e poi battendo per 3-1 il Energie Cottbus. Realizza sette gol nell'edizione 2010-2011, segna la rete del 2-0 sconfiggendo il Borussia Dortmund, il suo gol permette di conquistare la vittoria su 1-0 contro il St. Pauli e il Magonza, riesce a segnare una rete anche contro il Wolfsburg e il Eintracht Francoforte vincendo per 3-0 entrambe le partite, inoltre segna una doppietta sconfiggendo per 4-2 l'Amburgo.

#### Corinthians e Beijing Guoan
Il 20 dicembre 2012 ha confermato il trasferimento di Renato Augusto al Corinthians per una cifra attorno ai 3,5 milioni di euro. Vince al Recopa Sudamericana, il 4 luglio 2013 segna una rete nella partita di andata contro il San Paolo vinta per 2-1, successivamente il Corinthias vince pure la partita di ritorno per 2-0. Durante l'edizione 2015 del campionato brasiliano segna cinque gol, il primo  battendo per 3-0 il Vasco da Gama, segna una rete anche nel successo per 3-1 contro il Figueirense, realizza una doppietta vincendo per 4-1 ai danni del Athletico Paranaense.
L'8 gennaio 2016 passa al Beijing Guoan per 8 milioni di euro. Il 17 aprile segna su calcio di rigore il suo primo gol in terra cinese, nella partita vinta 3-0 contro l'Hangzhou Greentown. Nell'edizione 2018 del campionato cinese segna dieci gol, il primo pareggiando per 3-3 contro il Chongqing Dangdai, sigla un rete contro il Tianjin Tianhai vincendo per 3-2, riesce a segnare un gol pure contro il Dalian Pro, con lo stesso risultato si conclide la partita contro il Tianjin Jinmen dove Augusto realizza una tripletta. Il 24 aprile 2019 segna il suo primo gol nella AFC Champions League battendo per 2-0 il Buriram United. Nell'edizione 2019 del campionato realizza un record personale con uno score di 15 reti. Nell'edizione 2020 segna un gol sia contro il FC Seul che contro il Melbourne Victory vincendo entrambi i match per 3-1, inoltre con un assist vincente permette al proprio compagno di squadra Alan di realizzare la rete del 1-0 battendo il FC Tokyo. Lascia la Cina il 22 luglio 2021 dopo 5 stagioni, con un totale di 152 partite, 45 assist e 40 reti in tutte le competizioni.
Il 22 luglio 2021 viene ufficializzato il suo ritorno al Corinthians, con cui sigla un accordo fino al 31 dicembre 2023.

#### Fluminense
Nel 2024 inizia a giocare per il Fluminense, Augusto segna il suo primo gol contro il Atlético Mineiro pareggiando per 2-2.

### Nazionale
Viene convocato per giocare con la Nazionale Under-17 nel mondiale giovanile Perù 2005 vincendo l'argento, dove Augusto segna un solo gol, nella goleada che si è conclusa per 6-0 contro il Qatar.
Il 9 febbraio 2011 fa il suo debutto con la maglia della Seleção giocando da titolare per 59 minuti nell'amichevole persa per 1-0 contro la Francia. 4 anni dopo; nel 2015, segna la sua prima rete in nazionale contro il Perù vincendo per 3-0. Convocato per la Copa América Centenario negli Stati Uniti, nella seconda partita del girone segna contro Haiti (in una schiacciante vittoria per 7-1) la sua prima doppietta con la maglia della nazionale verdeoro e si rende noto anche per essere stato l'autore del 400º gol del Brasile nella storia della Coppa America.
Nella stessa estate viene convocato come fuori quota (in sostituzione dell'infortunato Douglas Costa) per le Olimpiadi 2016 in Brasile, vincendo la medaglia d'oro dopo aver pareggianto in finale contro la Germania per 1-1, la nazionale brasiliana si impone per 5-4 ai calci di rigore dove Augusto è stato il primo a segnare dal dischetto.
Due anni dopo viene convocato anche per i Mondiali 2018, in cui scende in campo in tre occasioni e va a segno nella partita persa 2-1 contro il Belgio nei quarti di finale, il suo ultimo gol in nazionale. Il 16 novembre 2018 gioca la sua ultima partita con la maglia del Brasile, nella vittoria per 1-0 contro l'Uruguay.

## Statistiche

### Presenze e reti nei club
Statistiche aggiornate al 18 maggio 2025.
| Stagione                | Squadra                 | Campionato              | Campionato | Campionato | Coppe nazionali | Coppe nazionali | Coppe nazionali | Coppe continentali | Coppe continentali | Coppe continentali | Altre coppe | Altre coppe | Altre coppe | Totale | Totale |
| Stagione                | Squadra                 | Comp                    | Pres       | Reti       | Comp            | Pres            | Reti            | Comp               | Pres               | Reti               | Comp        | Pres        | Reti        | Pres   | Reti   |
| ----------------------- | ----------------------- | ----------------------- | ---------- | ---------- | --------------- | --------------- | --------------- | ------------------ | ------------------ | ------------------ | ----------- | ----------- | ----------- | ------ | ------ |
| 2005                    | Flamengo                | A/RJ+A                  | 0+2        | 0          | CB              | 0               | 0               | -                  | -                  | -                  | -           | -           | -           | 2      | 0      |
| 2006                    | Flamengo                | A/RJ+A                  | 0+24       | 0+1        | CB              | 2               | 0               | -                  | -                  | -                  | -           | -           | -           | 26     | 1      |
| 2007                    | Flamengo                | A/RJ+A                  | 13+23      | 3+2        | -               | -               | -               | CL                 | 8                  | 1                  | -           | -           | -           | 44     | 6      |
| mar.-lug. 2008          | Flamengo                | A/RJ+A                  | 8+6        | 1+0        | -               | -               | -               | CL                 | 3                  | 1                  | -           | -           | -           | 17     | 2      |
| Totale Flamengo         | Totale Flamengo         | Totale Flamengo         | 21+55      | 4+3        |                 | 2               | 0               |                    | 11                 | 2                  |             | -           | -           | 89     | 9      |
| 2008-2009               | Bayer Leverkusen        | BL                      | 33         | 2          | CG              | 6               | 2               | -                  | -                  | -                  | -           | -           | -           | 39     | 4      |
| 2009-2010               | Bayer Leverkusen        | BL                      | 17         | 0          | CG              | 1               | 0               | -                  | -                  | -                  | -           | -           | -           | 18     | 0      |
| 2010-2011               | Bayer Leverkusen        | BL                      | 27         | 7          | CG              | 1               | 1               | UEL                | 7                  | 0                  | -           | -           | -           | 35     | 8      |
| 2011-2012               | Bayer Leverkusen        | BL                      | 18         | 0          | CG              | 1               | 0               | UCL                | 4                  | 0                  | -           | -           | -           | 23     | 0      |
| 2012-gen. 2013          | Bayer Leverkusen        | BL                      | 6          | 0          | CG              | 0               | 0               | UEL                | 5                  | 0                  | -           | -           | -           | 11     | 0      |
| Totale Bayer Leverkusen | Totale Bayer Leverkusen | Totale Bayer Leverkusen | 101        | 9          |                 | 9               | 3               |                    | 16                 | 0                  |             | -           | -           | 126    | 12     |
| 2013                    | Corinthians             | A1/SP+A                 | 10+15      | 1+1        | CB              | 0               | 0               | CL                 | 4                  | 0                  | RS          | 2           | 1           | 31     | 3      |
| 2014                    | Corinthians             | A1/SP+A                 | 5+30       | 0+1        | CB              | 7               | 2               | -                  | -                  | -                  | -           | -           | -           | 42     | 3      |
| 2015                    | Corinthians             | A1/SP+A                 | 7+30       | 2+5        | CB              | 2               | 0               | CL                 | 10                 | 0                  | -           | -           | -           | 49     | 7      |
| 2016                    | Beijing Guoan           | CSL                     | 23         | 4          | CC              | 4               | 2               | -                  | -                  | -                  | -           | -           | -           | 27     | 6      |
| 2017                    | Beijing Guoan           | CSL                     | 28         | 4          | CC              | 2               | 0               | -                  | -                  | -                  | -           | -           | -           | 30     | 4      |
| 2018                    | Beijing Guoan           | CSL                     | 26         | 10         | CC              | 7               | 0               | -                  | -                  | -                  | -           | -           | -           | 33     | 10     |
| 2019                    | Beijing Guoan           | CSL                     | 30         | 15         | CC              | 1               | 0               | ACL                | 6                  | 1                  | SC          | 1           | 0           | 38     | 16     |
| 2020                    | Beijing Guoan           | CSL                     | 9+6        | 2          | CC              | 1               | 0               | ACL                | 8                  | 2                  | -           | -           | -           | 24     | 4      |
| Totale Beijing Gouan    | Totale Beijing Gouan    | Totale Beijing Gouan    | 116+6      | 35         |                 | 15              | 2               |                    | 14                 | 3                  |             | 1           | 0           | 152    | 40     |
| 2021                    | Corinthians             | A1/SP+A                 | 0+21       | 0+4        | -               | -               | -               | -                  | -                  | -                  | -           | -           | -           | 21     | 4      |
| 2022                    | Corinthians             | A1/SP+A                 | 13+25      | 2+1        | CB              | 5               | 2               | CL                 | 7                  | 0                  | -           | -           | -           | 50     | 5      |
| 2023                    | Corinthians             | A1/SP+A                 | 10+24      | 1+2        | CB              | 4               | 3               | CL+CS              | 2+5                | 0                  | -           | -           | -           | 45     | 6      |
| Totale Corinthians      | Totale Corinthians      | Totale Corinthians      | 45+145     | 6+14       |                 | 18              | 7               |                    | 28                 | 0                  |             | 2           | 1           | 238    | 28     |
| 2024                    | Fluminense              | A/RJ+A                  | 8+17       | 0+1        | CB              | 2               | 0               | CL                 | 4                  | 0                  | RS          | 1           | 0           | 32     | 1      |
| gen.-mag. 2025          | Fluminense              | A/RJ+A                  | 1+2        | 0          | CB              | 0               | 0               | CS                 | 1                  | 0                  | -           | -           | -           | 4      | 0      |
| Totale Fluminense       | Totale Fluminense       | Totale Fluminense       | 9+19       | 0+1        |                 | 2               | 0               |                    | 5                  | 0                  |             | 1           | 0           | 36     | 1      |
| Totale carriera         | Totale carriera         | Totale carriera         | 517        | 72         |                 | 46              | 12              |                    | 74                 | 5                  |             | 4           | 1           | 641    | 90     |

### Cronologia presenze e reti in Nazionale
| Cronologia completa delle presenze e delle reti in nazionale ― Brasile | Cronologia completa delle presenze e delle reti in nazionale ― Brasile | Cronologia completa delle presenze e delle reti in nazionale ― Brasile | Cronologia completa delle presenze e delle reti in nazionale ― Brasile | Cronologia completa delle presenze e delle reti in nazionale ― Brasile | Cronologia completa delle presenze e delle reti in nazionale ― Brasile | Cronologia completa delle presenze e delle reti in nazionale ― Brasile | Cronologia completa delle presenze e delle reti in nazionale ― Brasile |
| Data                                                                   | Città                                                                  | In casa                                                                | Risultato                                                              | Ospiti                                                                 | Competizione                                                           | Reti                                                                   | Note                                                                   |
| ---------------------------------------------------------------------- | ---------------------------------------------------------------------- | ---------------------------------------------------------------------- | ---------------------------------------------------------------------- | ---------------------------------------------------------------------- | ---------------------------------------------------------------------- | ---------------------------------------------------------------------- | ---------------------------------------------------------------------- |
| 9-2-2011                                                               | Saint-Denis                                                            | Francia                                                                | 1 – 0                                                                  | Brasile                                                                | Amichevole                                                             | -                                                                      | 59’                                                                    |
| 27-3-2011                                                              | Londra                                                                 | Brasile                                                                | 2 – 0                                                                  | Scozia                                                                 | Amichevole                                                             | -                                                                      | 90’                                                                    |
| 10-8-2011                                                              | Stoccarda                                                              | Germania                                                               | 3 – 2                                                                  | Brasile                                                                | Amichevole                                                             | -                                                                      | 86’                                                                    |
| 13-11-2015                                                             | Buenos Aires                                                           | Argentina                                                              | 1 – 1                                                                  | Brasile                                                                | Qual. Mondiali 2018                                                    | -                                                                      | 64’                                                                    |
| 17-11-2015                                                             | Salvador                                                               | Brasile                                                                | 3 – 0                                                                  | Perù                                                                   | Qual. Mondiali 2018                                                    | 1                                                                      |                                                                        |
| 25-3-2016                                                              | Recife                                                                 | Brasile                                                                | 2 – 2                                                                  | Uruguay                                                                | Qual. Mondiali 2018                                                    | 1                                                                      | 76’                                                                    |
| 29-3-2016                                                              | Asunción                                                               | Paraguay                                                               | 2 – 2                                                                  | Brasile                                                                | Qual. Mondiali 2018                                                    | -                                                                      |                                                                        |
| 29-5-2016                                                              | Denver                                                                 | Panama                                                                 | 0 – 2                                                                  | Brasile                                                                | Amichevole                                                             | -                                                                      | 79’                                                                    |
| 4-6-2016                                                               | Pasadena                                                               | Brasile                                                                | 0 – 0                                                                  | Ecuador                                                                | Coppa America Centenario - 1º turno                                    | -                                                                      |                                                                        |
| 8-6-2016                                                               | Orlando                                                                | Brasile                                                                | 7 – 1                                                                  | Haiti                                                                  | Coppa America Centenario - 1º turno                                    | 2                                                                      |                                                                        |
| 12-6-2016                                                              | Foxborough                                                             | Brasile                                                                | 0 – 1                                                                  | Perù                                                                   | Coppa America Centenario - 1º turno                                    | -                                                                      | 88’                                                                    |
| 1-9-2016                                                               | Quito                                                                  | Ecuador                                                                | 0 – 3                                                                  | Brasile                                                                | Qual. Mondiali 2018                                                    | -                                                                      |                                                                        |
| 6-9-2016                                                               | Manaus                                                                 | Brasile                                                                | 2 – 1                                                                  | Colombia                                                               | Qual. Mondiali 2018                                                    | -                                                                      |                                                                        |
| 6-10-2016                                                              | Natal                                                                  | Brasile                                                                | 5 – 0                                                                  | Bolivia                                                                | Qual. Mondiali 2018                                                    | -                                                                      | cap.                                                                   |
| 11-10-2016                                                             | Mérida                                                                 | Venezuela                                                              | 0 – 2                                                                  | Brasile                                                                | Amichevole                                                             | -                                                                      |                                                                        |
| 10-11-2016                                                             | Belo Horizonte                                                         | Brasile                                                                | 3 – 0                                                                  | Argentina                                                              | Qual. Mondiali 2018                                                    | -                                                                      |                                                                        |
| 15-11-2016                                                             | Lima                                                                   | Perù                                                                   | 0 – 2                                                                  | Brasile                                                                | Qual. Mondiali 2018                                                    | 1                                                                      | 4’                                                                     |
| 23-3-2017                                                              | Montevideo                                                             | Uruguay                                                                | 1 – 4                                                                  | Brasile                                                                | Qual. Mondiali 2018                                                    | -                                                                      | 82’                                                                    |
| 28-3-2017                                                              | San Paolo                                                              | Brasile                                                                | 3 – 0                                                                  | Paraguay                                                               | Qual. Mondiali 2018                                                    | -                                                                      |                                                                        |
| 9-6-2017                                                               | Melbourne                                                              | Brasile                                                                | 0 – 1                                                                  | Argentina                                                              | Amichevole                                                             | -                                                                      | 65’                                                                    |
| 13-6-2017                                                              | Melbourne                                                              | Australia                                                              | 0 – 4                                                                  | Brasile                                                                | Amichevole                                                             | -                                                                      | 83’                                                                    |
| 1-9-2017                                                               | Porto Alegre                                                           | Brasile                                                                | 2 – 0                                                                  | Ecuador                                                                | Qual. Mondiali 2018                                                    | -                                                                      | 59’                                                                    |
| 5-9-2017                                                               | Barranquilla                                                           | Colombia                                                               | 1 – 1                                                                  | Brasile                                                                | Qual. Mondiali 2018                                                    | -                                                                      | 75’                                                                    |
| 5-10-2017                                                              | La Paz                                                                 | Bolivia                                                                | 0 – 0                                                                  | Brasile                                                                | Qual. Mondiali 2018                                                    | -                                                                      |                                                                        |
| 10-10-2017                                                             | San Paolo                                                              | Brasile                                                                | 3 – 0                                                                  | Cile                                                                   | Qual. Mondiali 2018                                                    | -                                                                      | 82’                                                                    |
| 10-11-2017                                                             | Lilla                                                                  | Giappone                                                               | 1 – 3                                                                  | Brasile                                                                | Amichevole                                                             | -                                                                      | 80’                                                                    |
| 14-11-2017                                                             | Londra                                                                 | Inghilterra                                                            | 0 – 0                                                                  | Brasile                                                                | Amichevole                                                             | -                                                                      | 68’                                                                    |
| 23-3-2018                                                              | Mosca                                                                  | Russia                                                                 | 0 – 3                                                                  | Brasile                                                                | Amichevole                                                             | -                                                                      | 71’                                                                    |
| 17-6-2018                                                              | Rostov sul Don                                                         | Brasile                                                                | 1 – 1                                                                  | Svizzera                                                               | Mondiali 2018 - 1º turno                                               | -                                                                      | 67’                                                                    |
| 27-6-2018                                                              | Mosca                                                                  | Serbia                                                                 | 0 – 2                                                                  | Brasile                                                                | Mondiali 2018 - 1º turno                                               | -                                                                      | 80’                                                                    |
| 6-7-2018                                                               | Kazan'                                                                 | Brasile                                                                | 1 – 2                                                                  | Belgio                                                                 | Mondiali 2018 - Quarti di finale                                       | 1                                                                      | 73’                                                                    |
| 12-10-2018                                                             | Riad                                                                   | Arabia Saudita                                                         | 0 – 2                                                                  | Brasile                                                                | Amichevole                                                             | -                                                                      |                                                                        |
| 16-11-2018                                                             | Londra                                                                 | Brasile                                                                | 1 – 0                                                                  | Uruguay                                                                | Amichevole                                                             | -                                                                      | 59’                                                                    |
| Totale                                                                 |                                                                        | Presenze                                                               | 33                                                                     |                                                                        | Reti                                                                   | 6                                                                      |                                                                        |

## Palmarès

### Club

#### Competizioni nazionali
- Coppa del Brasile: 1

Flamengo: 2006
- Campionato brasiliano: 3

Flamengo: 2007, 2008
Corinthians: 2015
- Coppa della Cina: 1

Beijing Guoan: 2018

#### Competizioni internazionali
- Recopa Sudamericana: 1

Fluminense: 2024

### Nazionale
- Oro olimpico: 1

Rio de Janeiro 2016

### Individuale
- Bola de Prata: 1

2015
- Bola de Ouro: 1

2015